# Canephora hieracii
Canephora hieracii är en fjärilsart som beskrevs av Pierre André Latreille 1900. Canephora hieracii ingår i släktet Canephora och familjen säckspinnare. Inga underarter finns listade i Catalogue of Life.